# Eudorella redacticruris
Eudorella redacticruris is een zeekommasoort uit de familie van de Leuconidae. De wetenschappelijke naam van de soort is voor het eerst geldig gepubliceerd in 1996 door Watling & McCann.